# Jiwon-dong
Jiwon-dong (koreanska: 지원동)  är en stadsdel i staden Gwangju i den södra delen av Sydkorea,  270 km söder om huvudstaden Seoul. Den ligger i stadsdistriktet Dong-gu.

## Indelning
Administrativt är Jiwon-dong indelat i:
| Namn    | Namn             | Yta km² | Invånare 31 dec 2020 |
| ------- | ---------------- | ------- | -------------------- |
| 지원1동 | Jiwon 1(il)-dong | 1,3     | 8 040                |
| 지원2동 | Jiwon 2(i)-dong  | 27,59   | 16 631               |